# Super Dodge Ball
Super Dodge Ball (Japans: 熱血高校ドッジボール部; Nekketsu Kōkō Dodgeball Bu, betekent 'Hot-Blooded High School Dodgeball Club') is een videospel dat werd ontwikkeld door Technos Japan Corp.. Het spel kwam in 1987 uit als arcadespel. Later werd het spel ook uitgegeven voor verschillende homecomputers. Het spel is een sportspel waarbij de speler trefbal kan spelen. Elk team bestaat uit zes spelers die geconfigureerd kan worden. Ook bezit het spel special moves, zoals een hoge sprong tijdens het gooien.

## Platform
| Jaar | Platform                |
| ---- | ----------------------- |
| 1987 | Arcade                  |
| 1988 | NES, Sharp X68000       |
| 1990 | TurboGrafx-16           |
| 2006 | PlayStation 2           |
| 2008 | Virtual Console (Wii)   |
| 2013 | Virtual Console (3DS)   |
| 2014 | Virtual Console (Wii U) |

## Ontvangst
| Beoordeeld door                 | Jaar | Platform            | Score |
| ------------------------------- | ---- | ------------------- | ----- |
| IGN                             | 2008 | Wii Virtual Console | 85%   |
| All Game Guide                  | 1998 | NES                 | 70%   |
| Nintendo Life                   | 2008 | Wii Virtual Console | 70%   |
| Nintendo Power Magazine         | 1989 | NES                 | 70%   |
| The Video Game Critic           | 2000 | NES                 | 67%   |
| NES Archives                    | 2009 | NES                 | 67%   |
| Power Play                      | 1990 | TurboGrafx-16       | 60%   |
| Jeuxvideo.com                   | 2012 | NES                 | 55%   |
| Electronic Gaming Monthly (EGM) | 1989 | NES                 | 48%   |